# Chassidische Synagoge (Staryj Sambir)

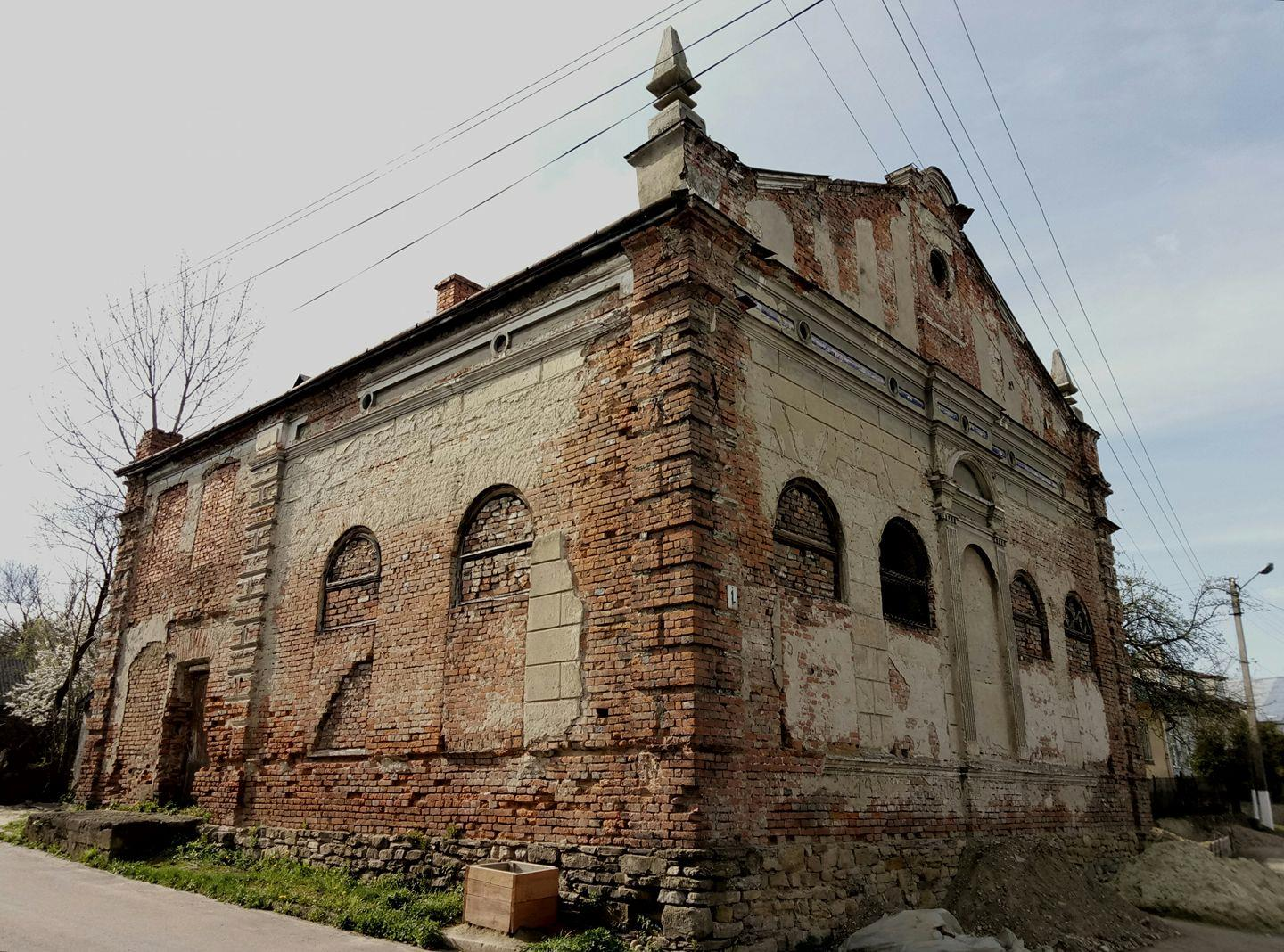
Blick von Nordosten (2017)

Die Chassidische Synagoge in Staryj Sambir, einer Stadt in der ukrainischen Oblast Lwiw, wurde 1862 oder 1886 errichtet.

## Geschichte
Das Gebäude im Stil des Historismus gehörte der chassidischen Gemeinde. Im Zweiten Weltkrieg wurde die jüdische Gemeinschaft im Holocaust vernichtet. Nach dem Krieg wurde die Synagoge zu einem Warenlager umgebaut. Das Gebäude ist in einem sehr schlechten Zustand.

## Ursprüngliche Architektur
Das Gebäude steht auf einem Sandsteinsockel und ist aus Backsteinen gebaut. Ursprünglich war es verputzt, inzwischen ist aber ein größerer Teil des Putzes abgefallen. Es hat ein Giebeldach. Die äußeren Maße sind 14,60 m in West-Ost-Richtung und 13,35 m in Nord-Süd-Richtung. Die Giebelhöhe ist 10,70 m. Unterteilt war der Innenraum in einen Vorraum (12,85 × 6,25 m) im Westen; unten befand sich das Vestibül und darüber der Frauengebetsraum. Durch das Vestibül gelangte man in den Hauptraum (den Männergebetsraum).
Die Westseite hatte einen zentralen Eingang sowie zu beiden Seiten je ein Fenster. Darüber sind nochmal drei Fenster. Alle diese Öffnungen sind (waren) rechteckig. Im Giebel ist mittig ein weiteres rechteckiges  Fenster und darüber ein Rundfenster.
Die gegenüberliegende Ostseite (hinter der sich innen der Toraschrein befand) hatte vier große, hohe Rundbogenfenster und dazwischen im gleichen Stil ein Blendportal und darüber ein ebenfalls geschlossenes Halbbogenfenster. Oben im Giebel befindet sich ein weiteres Rundfenster. An den Ecken dieser Seite sind zwei kleine Giebeltürmchen angebracht.
Die längeren Nord- und Südseiten hatten (vom Westen her gesehen) auf jeder Seite einen Seiteneingang und darüber je zwei Fenster. Der Hauptraum hatte auf jeder Seite zwei Rundbogenfenster in gleicher Größe und Form wie die Ostseite.

## Nach dem Umbau
Bei den Umbauten nach dem Krieg wurde innen der Vorbau vergrößert, indem die Wand um einen Meter nach Osten versetzt wurde.
Nahezu alle früheren Eingänge und Fenster wurden (teilweise bis zur halben Höhe) zugemauert. An Stelle von zwei ehemaligen Fenstern an den beiden Längsseiten wurden neue Eingänge in die Wände gebrochen.
Innen sind weder Bima noch Toraschrein vorhanden.